# Picus (Mythologie)

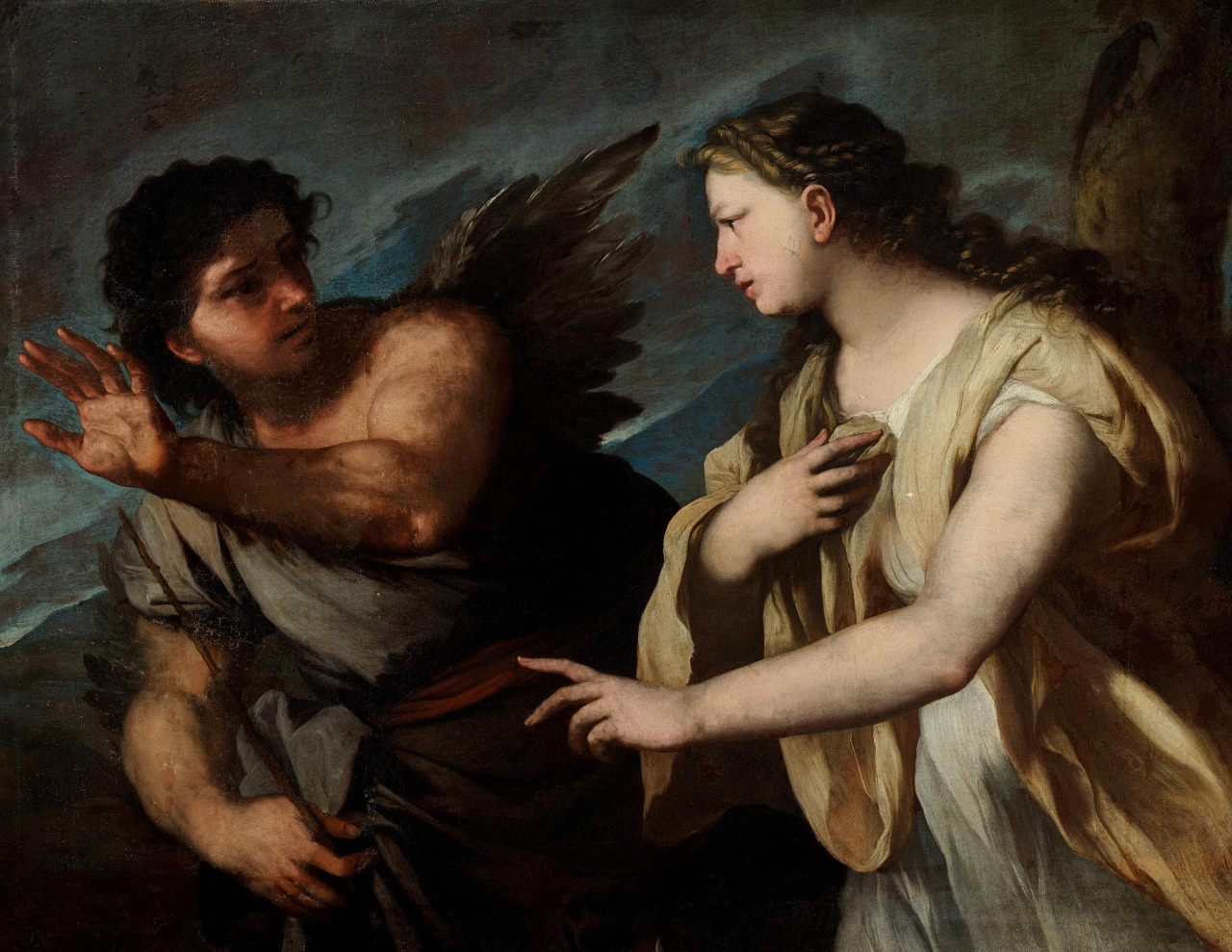
Picus und Kirke

Picus (lateinisch, „Specht“) war der Sage nach König von Laurentum und wurde als römischer Gott der Felder und des Waldes verehrt. Wie Faunus, zu dem er in verschiedenen Mythen eine verwandtschaftliche Beziehung hat, liebte er die Quellen und war weissagerischen Geistes. Verehrt wurde er auch als Dämon des Ackerbaues, namentlich des Düngens. Er soll Sohn des Saturnus gewesen sein und wurde häufig mit Mars assoziiert. (Der Specht war heiliger Vogel des Mars.)
Laut dem 14. Buch der Metamorphosen Ovids war er mit der Nymphe Canens, einer Tochter des Ianus, verheiratet und soll durch Kirke in einen Specht verwandelt worden sein, nachdem er ihre Liebe verschmäht hatte und seiner Frau treu bleiben wollte. Dies muss vor seinem 16. Lebensjahr geschehen sein, wenn man der Passage des Buches Glauben schenken darf, dass „er den Wettkampf im griechischen Elis, der sich im Vierjahreszyklus wiederholt, (= die olympischen Spiele) noch nicht viermal hätte ansehen können“.
In Vergils Aeneis ist Picus Vater des Faunus und Großvater des Latinus. Von Kirke wird auch hier berichtet, dass sie ihn in einen Specht verwandelt habe. Sie wird in der Aeneis jedoch als coniunx (Ehefrau) des Picus bezeichnet, so dass Vergil eine alternative Tradition benutzt haben dürfte, in der Picus und Kirke wirklich verheiratet waren. (Einander widersprechende Überlieferungen zu den gleichen Figuren waren eher die Regel als die Ausnahme.)